# Tahíche
Tahíche es una localidad española que se encuentra en el municipio de Teguise, en la isla de Lanzarote, comunidad autónoma de Canarias. Es un pueblo situado en zonas volcánicas, donde, a pesar de ello, existen varios campos de cultivo. En ella se localiza una sede de la Universidad de Las Palmas de Gran Canaria, que cuenta con dos centros universitarios.

## Toponimia
Tahíche es término de origen guanche que se aplica en Lanzarote a muchos y muy diversos accidentes, aunque todos relacionados entre sí y pertenecientes a una misma región, más cercana a la capital actual de Arrecife pero de la jurisdicción de Teguise. La referencia principal actual es la de una localidad que en los últimos años está teniendo un acelerado desarrollo, pero desglosada además en tres asentamientos diferenciados: Tahíche Alto, Tahíche Bajo y Tahíche Chico. Después, la de la montaña perfectamente dibujada en sus perfiles de cono volcánico situada al este de la población; además, la de la vega destinada al cultivo que se sitúa al norte, la del volcán o campo de escorrentías lávicas recientes que se desarrollan al oeste como producto de la Montaña Oígue y el de la Maleza de Tahíche, una extensa llanura de terrenos incultos que se extiende al sureste. Finalmente está el Taro de Tahíche donde está ubicada la que primero fue casa particular del gran artista lanzaroteño César Manrique, hoy convertida en sede de su Fundación.
Si respetamos en este caso la escritura de la h intercalada es porque todavía en la pronunciación local de los más viejos del lugar se oye [taxíche]. Ese sonido velar se manifiesta también en la escritura que de este topónimo dio Madoz en su Diccionario geográfico (1986: 193), como Tagiche, al que otorga 4 entradas: a la aldea (entonces de 22 vecinos), a la montaña a cuyos pies «se halla sepultada la aldea», al término (de una legua cuadrada de superficie escabrosa, llena de pequeños cerros) y a la vega («que fue dada por los señores de la isla en cambio de la pella ó vejiga de que se hizo mérito en el art. Roque del Ámbar»). Y es de destacar que el mismo Madoz escribe Tajiche en el artículo dedicado a ese Roque del Ámbar (ibid.: 188).
Como Tagiche aparece en las relaciones de lugares poblados de Lanzarote tras el volcán de Timanfaya, y tanto en Antonio Riviere (1997: 194), que señala tenía entonces 20 vecinos, como en Viera y Clavijo (1982a: I, 794). Otras varias formas de escritura cita Wölfel de este topónimo (1996: 767-768) que vienen a incidir en la complejidad de la segunda sílaba, pero no ofrece ninguna hipótesis interpretativa.
Una interpretación directa del topónimo la encontramos en la Historia del pueblo guanche de Bethencourt Alfonso, que, por la autoridad del autor y del tiempo en que la hizo, nos merece mucho respeto. Dice que es tradicional entre los pastores de Lanzarote invitar a su ganado a beber con la interjección ¡Táji... táji!, que significa ¡bebe, bebe!, «de la que creen se deriva la palabra Tajiche, nombre de unas antiguas charcas donde llevaban a abrevar los rebaños. Ignoran porque [sic] de un siglo a esta parte se han agotado los referidos charcos, emplazados en la aldea o caserío de igual denominación» (1991: 278). Nos merece mucho respeto Bethencourt Alfonso, pero no nos convence la explicación onomatopéyica que da para este topónimo.

## Demografía
| 2000 | 2001 | 2002 | 2003 | 2004 | 2005 | 2006 | 2007 | 2008 | 2009 | 2010 | 2011 | 2012 | 2013 | 2014 | 2015 | 2016 | 2017 | 2018 | 2019 | 2020 |
| ---- | ---- | ---- | ---- | ---- | ---- | ---- | ---- | ---- | ---- | ---- | ---- | ---- | ---- | ---- | ---- | ---- | ---- | ---- | ---- | ---- |
| 2570 | 2697 | 2823 | 2935 | 3035 | 3305 | 3419 | 3539 | 3751 | 3865 | 3941 | 4101 | 4155 | 4224 | 4284 | 4340 | 4404 | 4449 | 4500 | 4576 | 4712 |

## Edificio del volcán de Tahíche
Es un edificio de lapilli y escorias basálticas de morfología muy bien conservada, que surgió en las inmediaciones del pueblo del mismo nombre. Aunque esta aislado, se encuentra dentro de la banda de alineaciones volcánicas de orientación NE-SO y, posiblemente, relacionado con las emisiones de la alineación de Caldera Zonzamas. Es llamativa su estructura superior pues tiene tres cráteres de diversos tamaños en su cima.
Este edificio se ha datado por K-Ar en tres puntos, y por su posición estratigráfica relativa respecto a edificios y malpaíses próximos, algunos también datados, parece que puede tener 50 000 años. El volcán de Tahiche emitió gran cantidad de lavas, siempre de basaltos, que forman un extenso malpaís, muy bien preservado, de unos 17,6 km2 de superficie. Las coladas alcanzaron la costa, a unos 4-5 km del centro de emisión, cubriendo emisiones anteriores. Estas coladas forman potentes morrenas de lava con grandes bloques sueltos y caóticos en superficie, si bien, como es habitual en este tipo de coladas, su interior es masivo y coherente, con disyunción columnar. Su potencia visible puede alcanzar 4 o 5 m.

## Instituciones de interés

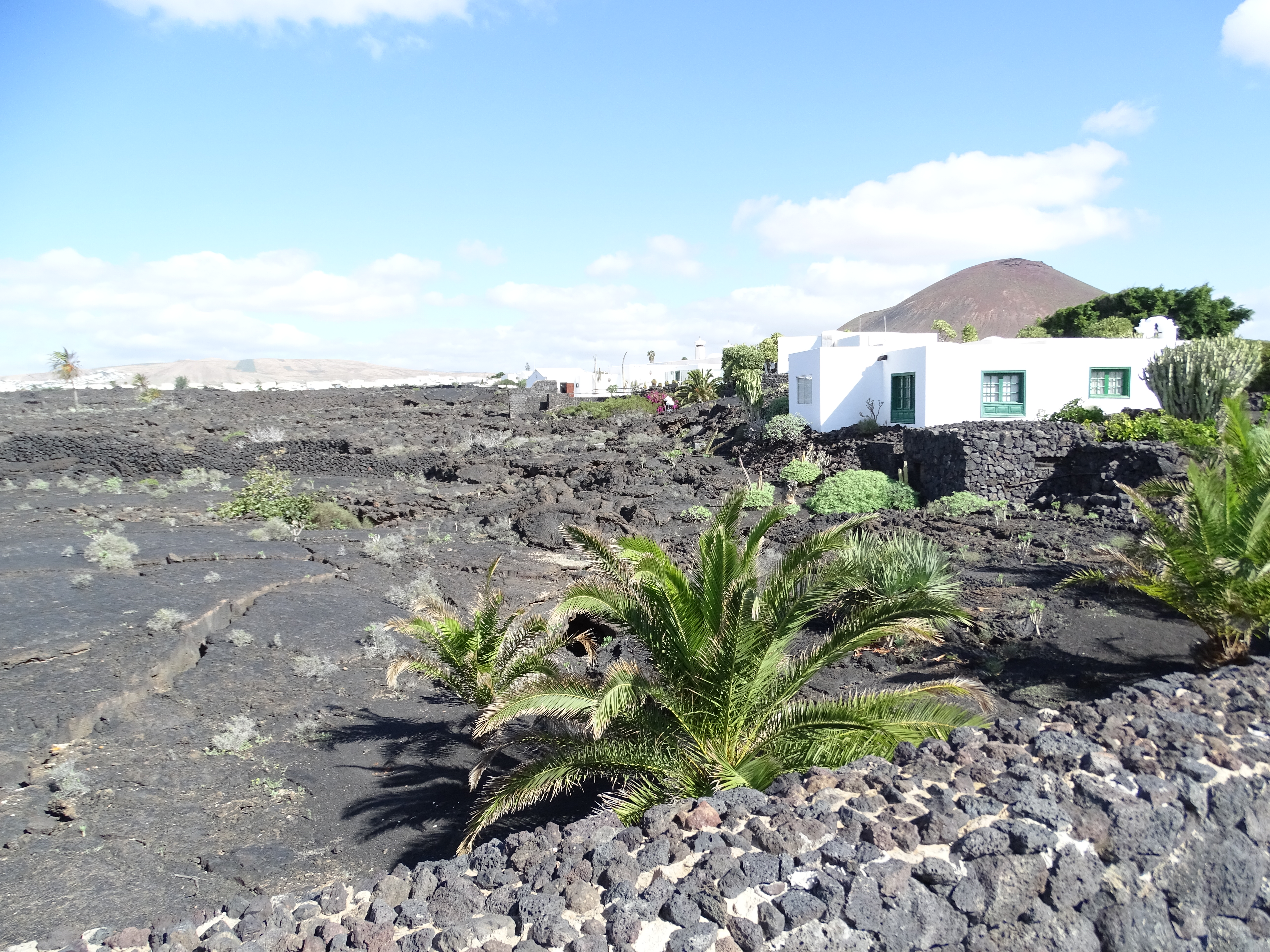
Taro de Tahíche.

En Tahíche se encuentran las sedes de diversas asociaciones e instituciones a nivel insular, entre las que destacan la Fundación César Manrique, los centros dependiente de la Universidad de Las Palmas de Gran Canaria de la Escuela de Turismo de Lanzarote y la Escuela de Enfermería de Lanzarote, la Asociación de Discapacitados de Lanzarote "ADISLAN", la Protectora de Animales "SARA" así como el Centro Penitenciario de Lanzarote.